# Combate Naval de Arica
O combate naval de Arica, é uma ação de armas entre parte da esquadra chilena bloqueadora, os fortes de Arica e o monitor peruano BAP Manco Cápac, em 27 de fevereiro de 1880 no marco da Guerra do Pacífico.

## Antecedentes
Logo do Desembarque e Combate de Pisagua em 2 de novembro de 1879 e assegurado o território de Departamento de Tarapacá com a exceção de Arica e Tacna, o comando chileno havia deposto o bloqueio do porto de Arica para evitar o aprovisionamento marítimo do exército peruano. Em Arica estava o contra-almirante Lizardo Montero, Comandante Geral do 1° Exército peruano do sul.
Neste contexto, o monitor Huáscar, capturado no Combate Naval de Angamos em 8 de outubro de 1879, era parte dos barcos chilenos que mantinham o bloqueio para fins de fevereiro de 1880. O Huáscar havia sido comissionado a El Callao em dezembro de 1879 e estava ao mando do capitão de corbeta Guillermo Peña. Depois de 5 dias de cruzar frente para o El Callao, viajou a Mollendo para enfrentar o bloqueio desse porto em 30 de dezembro. Nessas circunstancias se nomeia como novo comandante do barco ao capitão da fragata Manuel Thomson, que até então se desempenhava como comandante do Transporte Amazonas. Sob o comando de Peña, o Huáscar havia apresentado falhas em suas máquinas.
Em 24 de fevereiro de 1880, o Huáscar chegou a Arica para relevar no bloqueio do porto ao blindado Cochrane, que devia trasladar-se a Pisagua para limpeza de seus fundos. O comando do bloqueio o assumiria o capitão Thomson, pois o capitão do navio Juan José Latorre, de maior antiguidade, era comandante do Cochrane. Como barco auxiliar do bloqueio estava a cañonera Magallanes ao comando do capitão da fragata Carlos Condell.